# Союз спасения Бессарабии
Союз спасения Бессарабии (рум. Uniunea Salvați Basarabia) — правоцентристская политическая партия в Республике Молдова. До 2019 года партия носила название Движение «Европейское действие». Де-факто вошла в состав Либеральной партии в 2011 году, де-юре продолжает оставаться самостоятельной партией.

## Руководство
- Валерий Мунтяну — председатель ССБ.
- Илья Крецу — генеральный секретарь ССБ.

## История

### Создание Общественно-политического движения «Европейское действие» (ДЕД)
Инициатива создания общественно-политического движения была выдвинута несколькими членами Исторической ассоциации. Согласно инициативной группе, новое формирование должно было стать массовым движением в обмен на многие партии, которые разделили общество по партийным критериям и обманули доверие избирателей.
Учредительный съезд движения «Европейское действие» (ДЕД) состоялся 22 октября 2006 года в Кишиневе. На съезде присутствовало 776 делегатов. Съезд принял Устав и Программу нового формирования и избрал руководящие органы. Председателем движения «Европейское действие» был избран Анатолий Петренку, а генеральным секретарём - Мариана Цэрану. Движение «Европейское действие» стремится стать альтернативой коммунистическому правительству и пропагандировать интеграцию Молдовы в НАТО и ЕС.
После учреждения ДЕД прошел сложный процесс регистрации. Министерство юстиции отказало в регистрации формирования из-за наличия большого количества поддельных подписей, приложенных к документам, учреждающим движение. ДЕД обжаловало решение Министерства юстиции в судах, что вынудило министерство зарегистрировать формирование и выдать свидетельство о регистрации. Задержка в регистрации ДЕД не позволила партии участвовать во всеобщих местных выборах 2007 года. Члены ДЕД участвовали в выборах либо в качестве независимых кандидатов, либо в списках других партий. На выборах генерального примара Кишинёва ДЕД поддержало кандидата от Либеральной партии Дорина Киртоакэ.
В течение 2007 года ДЕД организовал несколько акций протеста по поводу: отказа властей Кишинёва открыть два румынских консульства в Молдове, в Бельцах и Кагуле; серьёзная ситуация в системе образования; прекратить вещание TVR1 на территории Республики Молдова и др.

### 2-й внеочередной съезд ДЕД от 29 июня 2008
Внеочередной съезд принял поправки и дополнения в Устав Движения в соответствии с требованиями, установленными Новым законом о политических партиях (декабрь 2007 года), и изменил название движения в партию «Движение Европейское действие».
Министерство юстиции отказалось зарегистрировать изменения в Уставе ДЕД на том основании, что изменение названия партии также подразумевает также и реорганизацию формирования, которая не была проведена ДЕД-ом.

### Общий фронт НЛП, ДЕД и НРП
В результате переговоров, проведенных в течение 2008 года по коалиции демократических и антикоммунистических сил, Национал-либеральная партия и движение «Европейское действие» объявили, что они будут участвовать в общем списке на парламентских выборах в апреле 2009 года. Официальное оформление партнёрства состоялось 6 ноября 2008 года совместным заявлением двух формирований. Позже по инициативе обеих партий присоединилась Национальная румынская партия, которая заявила о своей поддержке участия НЛП и ДЕД в общем списке кандидатов на выборах 5 апреля 2009 года.

### 3-й внеочередной съезд ДЕД от 24 января 2010
Съезд был созван для того, чтобы избрать новое руководство партии «Движение Европейское действие» после того, как группа членов АНМ во главе с Вячеславом Унтилой объявила о своем вступлении в ДЕД. Делегаты съезда избрали большинством голосов в качестве председателя депутата Вячеслава Унтилэ, а Анатолия Петренку избрали первым вице-председателем. Также съезд ДЕД принял две резолюции относительно вступления формирования в Европейскую народную партию и, соответственно, объединения внепарламентских демократических сил в Республике Молдова. В мероприятии приняли участие около 900 делегатов со всей республики.

### 4-й внеочередной съезд ДЕД от 14 ноября 2010
Более 2000 делегатов, присутствовавших на съезде, единогласно проголосовали за внесение в устав партии статьи, запрещающей любое сотрудничество с ПКРМ. Также на съезде была принята резолюция, в которой ДЕД обязуется в течение 2011 года предпринять все необходимые шаги для устранения коммунистической символики серпа и молота. Съезд также принял резолюцию о создании новых рабочих мест в качестве национального приоритета с 2011 года, применив План модернизации и европеизации Республики Молдова, экономический документ, подготовленный ДЕД.

### 5-й внеочередной съезд ДЕД от 13 марта 2011
В рамках съезда было принято решение о роспуске формирования и слиянии с Либеральной партией, решение, принятое более чем 300 членами ДЕД, - мероприятие, на котором присутствовал лидер ЛП Михай Гимпу. Председатель ДЕД Вячеслав Унтилэ заявил, что, хотя члены партии усердно работали в предвыборной кампании в ноябре 2010 года, к сожалению не был достигнут хороший результат, и люди были разочарованы. Также присутствующие на заседании проголосовали за введение в состав Постоянного бюро Либеральной партии Вячеслава Унтилэ, Анатолия Петренку и Юрия Колесника.
Несмотря на то, что де-факто Движение «Европейское действие» совершило слияние с Либеральной партии, партия не была исключена из государственного реестра политических партий.

### 6-й внеочередной съезд ДЕД от 21 июля 2019
В рамках съезда было принято решение о возвращении на политическую арену. Также съезд был созван для того, чтобы переименовать партию и избрать новое руководство. Делегаты переименовали Движение «Европейское действие» в Союз спасения Бессарабии (ССБ). Председателем партии стал бывший вице-председатель Либеральной партии Валерий Мунтяну, а генеральным секретарём стал Илья Крецу. ССБ является унионистской партией, которая верит в то, что самые главные цели граждан Республики Молдова - свобода, достоинство, благосостояние, безопасность - могут быть достигнуты через Воссоединение с Румынией, родиной всех румын.

## Результаты на выборах
На парламентских выборах 2009 года Движение «Европейское действие» набрало 1,01% голосов избирателей.
На досрочных парламентских выборах 2010 года Движение «Европейское действие» набрало 1,22% голосов избирателей.
На всеобщих местных выборах 2019 года Народное движение «Антимафия» получила следующие результаты:
- Муниципальные и районные советы — 0,63 % голосов и 3 мандата.
- Городские и сельские советы — 0,74 % голосов и 61 мандат.
- 4 кандидата партии избраны примарами.